# Fafà Picault
Fafà Picault (New York, 1991. február 23. –) amerikai és haiti válogatott labdarúgó, az Inter Miami csatára.

## Pályafutása

### Klubcsapatokban
Picault az amerikai New York városában született. Az ifjúsági pályafutását az olasz Cagliari akadémiájánál kezdte.
2011-ben mutatkozott be a Tampa Bay Rowdies felnőtt keretében. 2014-ben a Fort Lauderdale Strikers, majd 2015-ben a cseh Sparta Praha szerződtette. 2015 nyarán a német másodosztályban szereplő St. Paulihoz igazolt. 2017-ben visszatért Amerikába és az első osztályú Philadelphia Unionnál folytatta a labdarúgást. 2019-ben a Dallas, míg 2020-ban a Houston Dynamo csapatához csatlakozott. Először a 2021. április 17-ei, San Jose Earthquakes ellen 2–1-re megnyert mérkőzésen lépett pályára. Első gólját 2021. május 8-án, a Dallas ellen idegenben 1–1-es döntetlennel zárult találkozón szerezte meg. 2022. november 9-én szerződést kötött a Nashville együttesével. 2024-ben a Vancouver Whitecaps-hez, majd 2025-ben az előző évi alapszakasz győztes Inter Miamihoz igazolt.

### A válogatottban
Picault 2016-ban debütált az amerikai válogatottban. Először a 2016. május 22-ei, Puerto Rico ellen 3–1-re megnyert barátságos mérkőzés 71. percében, Bobby Wood cseréjeként lépett pályára.
2023 óta a haiti válogatott tagja.

## Statisztikák

### A válogatottakban
| Válogatott       | Év       | Pályára lépés | Gól |
| ---------------- | -------- | ------------- | --- |
| Egyesült Államok | 2016     | 1             | 0   |
| Egyesült Államok | 2018     | 1             | 0   |
| Összesen         | Összesen | 2             | 0   |

| Válogatott | Év       | Pályára lépés | Gól |
| ---------- | -------- | ------------- | --- |
| Haiti      | 2023     | 5             | 0   |
| Haiti      | 2024     | 9             | 1   |
| Összesen   | Összesen | 14            | 1   |

#### Góljai a haiti válogatottban
| # | Időpont           | Helyszín                            | Ellenfél | Gólok | Eredmény | Kiírás                   |
| - | ----------------- | ----------------------------------- | -------- | ----- | -------- | ------------------------ |
| 1 | 2024. október 14. | Trinidad Stadion, Oranjestad, Aruba | Aruba    | 4–2   | 5–3      | CONCACAF Nemzetek ligája |

## Sikerei, díjai
Philadelphia Union
- US Open Cup
  - Döntős (1): 2018

Nashville
- Leagues Cup
  - Döntős (1): 2023

Vancouver Whitecaps
- Canadian Championship
  - Győztes (1): 2024